# تالاکولاولا
تالاکولاولا (به لاتین: Talakolawela) یک منطقهٔ مسکونی در سری‌لانکا است که در استان مرکزی (سری‌لانکا) واقع شده‌است.